# Üss a kazettára
Üss a kazettára (węg. Uderzenie na kasetę), pełna nazwa Republic 2. Üss a kazettára! – drugi album zespołu Republic, wydany na MC w 1991 roku.
Zespół podpisał z Hungarotonem umowę na nagranie dwóch albumów. Pierwszym z nich był debiutancki album Republic, zatytułowany Indul a mandula!!!. Postanowiono następnie zmienić wydawcę na Quint, ale Hungaroton naciskał na wykonanie przez zespół zobowiązania. Zespół postanowił wywiązać się z niego w niecodzienny sposób - nagrał album, gdzie przez prawie 40 minut trwa solo perkusisty zespołu, László Attili Nagya.
Album wydano w nakładzie 5000 egzemplarzy.

## Skład zespołu
- László Attila Nagy (perkusja)